# Tymbaki (Stadt)

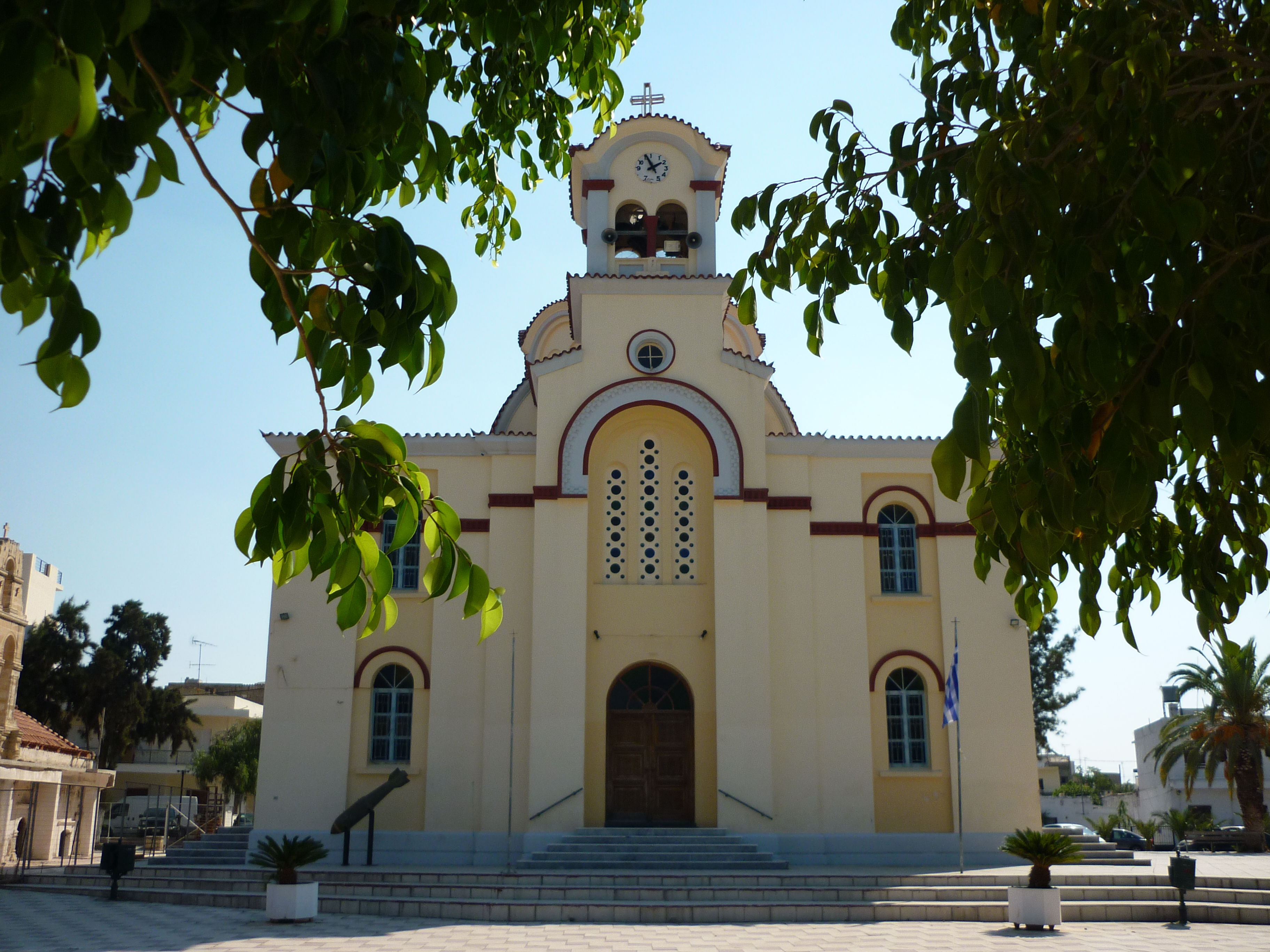
Neue Agios-Titus-Kirche in Tymbaki.

Tymbaki (griechisch Τυμπάκι [timˈbaʲkʲi] (n. sg.))  oder Timbaki ist eine Stadt im südlichen Teil Kretas und Sitz des gleichnamigen Gemeindebezirks Tymbaki. Der Name soll sich von Tymvos (altgriechisch Τύμβος (m. sg.)) herleiten, was Grabhügel bedeutet und daran erinnern soll, dass die ersten Siedler aus Agios Andreas, einem Ort auf einem Hügel kamen.

## Geografie
Tymbaki liegt am nordwestlichen Ende der Messara-Ebene etwa zwei Kilometer von der Küste entfernt und hat 5007 Einwohner. Zur Stadt gehört der Hafenort Kokkinos Pyrgos mit 305 Einwohnern. Etwa 1,7 Kilometer südwestlich der Stadt mündet der Geropotamos ins Libysche Meer. Eines der Hauptgeschäftsfelder der Region bildet der Landbau; deshalb bestimmen Gewächshäuser, in denen Gemüse angebaut wird, das Landschaftsbild rund um die Stadt. Die Kernstadt zählte 2011 5285 Einwohner, zur Ortschaft gehören außerdem die Dörfer Kokkinos Pyrgos (426 Einw.) und Afrathias (35 Einw.).

## Geschichte

### Übersicht
Während der osmanischen Zeit war Tymbaki Schauplatz blutiger Auseinandersetzungen zwischen Osmanen und griechischen Freiheitskämpfern. Im Zweiten Weltkrieg wurde die Stadt von der Wehrmacht zerstört und aus den Trümmern der Flugplatz Tymbaki errichtet. Im Jahre 2005 begann man mit der Planungen eines großen Containerhafens an der Küste von Tymbaki. Es kam zu Protesten der Bevölkerung und im Januar 2009 verkündete man schließlich, dass es keinen Containerhafen geben werde.

### Turm von Pirgiotissa
Schon im 9. Jahrhundert gab es südlich von Tymbaki an der Mündung des Geropotamos einen Aussichtsturm, von dem aus man nach Piraten Ausschau hielt. Der Turm, der sich auf dem linken Flussufer befand, wurde mehrmals zerstört. Es wird vermutet, dass Abu Hafs Umar, der Kreta zwischen 824 und 827 eroberte und zuerst in der Messara-Ebene am Kap Charax landete, den Turm zum ersten Mal zerstörte. Vor 1212 wurde neben dem Turm eine Kirche errichtet, die nach diesem Panagia Pirgiotissa (griechisch Παναγίας της Πυργιώτισσας = Gottesmutter des Turmes) genannt wurde. Dieser Name ging wiederum auf den Turm über, der später Turm von Pyrgiotissa (griechisch Πύργος της Πυργιώτισσας) genannt wurde und dem die Eparchie Pyrgiotissa ihren Namen verdankt. Die Venezianer zerstörten den Turm ein weiteres Mal und errichteten vor 1340 an derselben Stelle einen größeren. In der Nähe des Turmes entstand eine Siedlung von der Cristoforo Buondelmonti im frühen 15. Jahrhundert nur noch die Ruinen vorfand. 1558 wurde der Turm von den Osmanen zerstört und nach den Plänen von Giulio Savorgnan ein neuer errichtet. 1618 findet der Wachturm auch bei Francesco Basilicata Erwähnung. Der Turm wurde ein letztes Mal zerstört, der genaue Standort ist nicht bekannt und auch die Kirche wurde zerstört. Sie wurde jedoch in den letzten Jahren auf den Ruinen der alten Kirche wieder errichtet und befindet sich heute auf dem Gelände des Flugplatzes von Tymbaki.

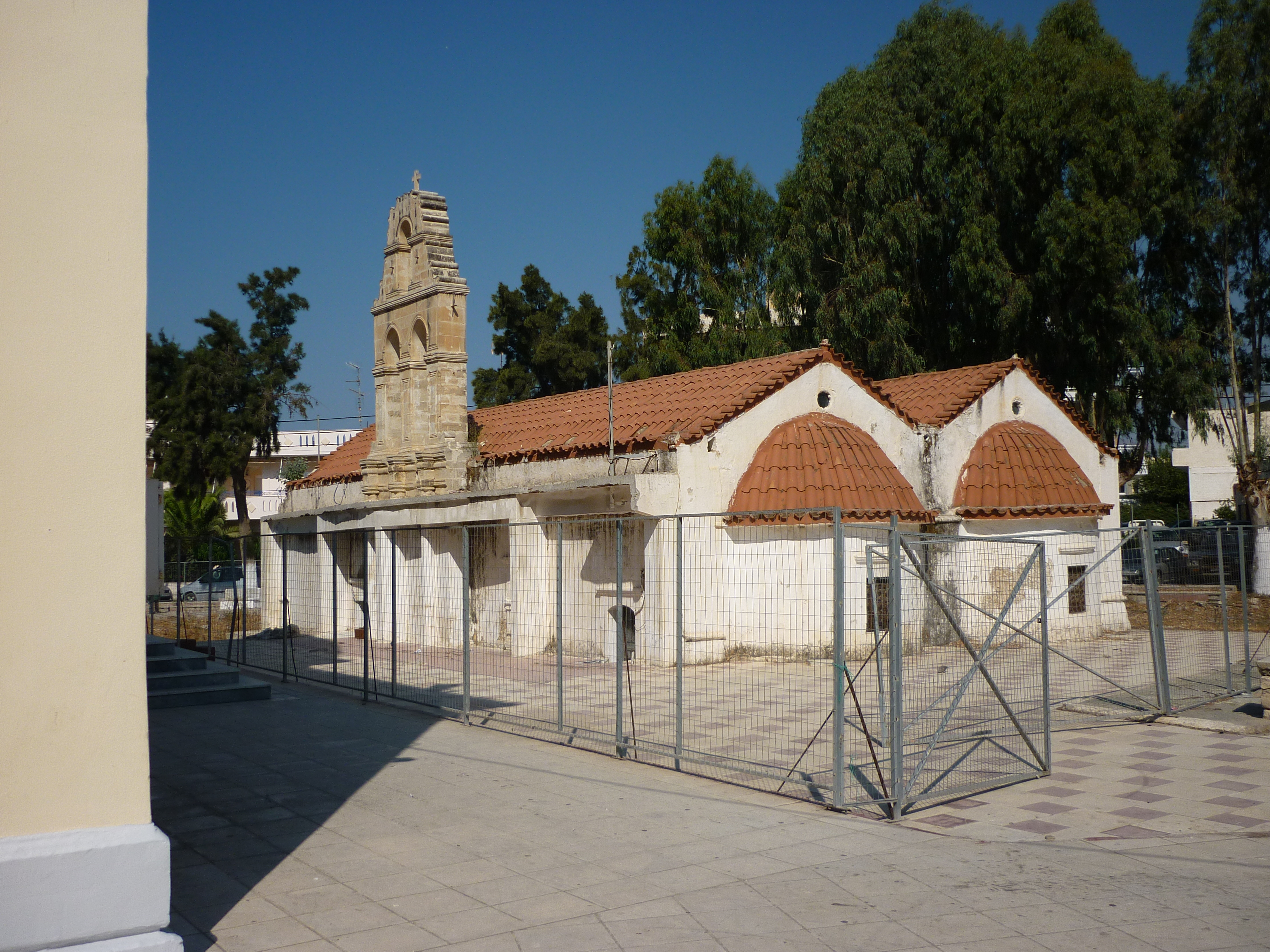
Alte Agios-Titus-Kirche in Tymbaki

## Sehenswürdigkeiten und Veranstaltungen
In der Stadt gibt es kaum Sehenswürdigkeiten. Zu erwähnen bleibt hier nur der Platz mit der alten und der großen neuen Kirche des Heiligen Titus. Hier ist auch eine Bombe aus dem Zweiten Weltkrieg ausgestellt. Nur wenige Kilometer östlich befinden sich die Ausgrabungsstätten Agia Triada und Phaistos.
Jeden Freitag gibt es im Ort einen Markt und im Sommer werden auf dem Flugplatz Autorennen veranstaltet. Am 25. August wird der Feiertag des Heiligen Titus begangen.